# Lo mejor de los mejores – Volumen 1
Lo mejor de los mejores' es una serie de trabajos recopilatorios que lanzó al mercado la empresa discográfica EMI que incluyeron a varios de sus artistas.-
La edición dedicada a la carrera de Fito Páez con esa compañía se dividió en dos discos editados con un año de diferencia, lanzando el primero en el año 1995,aprovechando el éxito del disco Circo Beat, editado en el año 1994 por Fito Páez para la firma WEA, y el segundo ejemplar en 1996 cuando el músico había lanzado paralelamente el disco acústico en vivo Euforia.-

## Lista de canciones CD I Año 1995
1. "Polaroid de la Locura Ordinaria"(incluido en el álbum Ey!)
2. "Cable a Tierra"(incluido en el álbum Giros).
3. "Nada más Preciado"(incluido en el álbum Ciudad de pobres corazones).
4. "Narciso y Quasimodo"(incluido en el álbum Giros).
5. " Viejo Mundo"(incluido en el álbum Del 63).
6. "Yo Vengo a Ofrecer mi Corazón"(incluido en el álbum Giros).
7. " Track Track"(incluido en el álbum Ciudad de pobres corazones).
8. "Un Rosarino en Budapest"(incluido en el álbum Del 63).
9. " Bailando Hasta que se Vaya la Noche” Ciudad de pobres corazones).
10. " Taquicardia” Giros)
11. " Alguna vez voy a ser Libre” (incluido en el álbum Giros).
12. " La Ciudad de los Pibes sin Calma” (incluido en el álbum Ey!).

## Lista de canciones CD II Año 1996
1. "Pompa bye bye"(incluido en el álbum Ciudad de pobres corazones).
2. "Folies verghet"(incluido en el álbum La la la).
3. "Corazón clandestino"(incluido en el álbum Corazón clandestino).
4. "Tres agujas"(incluido en el álbum Del 63).
5. " Parte del aire"(incluido en el álbum La la la).
6. "La rumba del piano"(incluido en el álbum Del 63).
7. " De mil novecientos veinte"(incluido en el álbum Ciudad de pobres corazones).
8. "Canción sobre canción"(incluido en el álbum Del 63).
9. " Sable chino” Del 63).
10. " Rojo como un corazón” Del 63).
11. " Gente sin swing” Ciudad de pobres corazones).
12. " 11 y 6” (incluido en el álbum Giros).